# Tetanops cazieri
Tetanops cazieri är en tvåvingeart som beskrevs av Harriot 1942. Tetanops cazieri ingår i släktet Tetanops och familjen fläckflugor.
Artens utbredningsområde är Oregon. Inga underarter finns listade i Catalogue of Life.